# Eustrotiinae
Eustrotiinae es una subfamilia de polillas de la familia Noctuidae.

## Géneros
- Acontiola Staudinger, 1900
- Amiana Dyar, 1904
- Argillophora Grote, 1873
- Capis Grote, 1882
- Cerathosia Smith, 1887
- Cobubatha Walker, 1863
- Deltote Reichenbach, 1817
- Maliattha Walker, 1863
- Marimatha Walker, 1865
- Neotarache arnes & Benjamin, 1922
- Neustrotia Sugi in Inoue & Kawabe, 1982
- Ozarba Walker, 1865
- Phoenicophanta Hampson, 1910
- Phyllophila Guenee, 1852
- Protodeltote Ueda, 1984
- Eulocastra Butler, 1886
- Pseudozarba Warren, 1913
- Thalerastria Staudinger, 1897
- Tripudia Grote, 1877
- Wittstrotia Speidel & Behounek, 2005

Algunos son sinónimos obsoletos